# مختار السيد
مختار السيد (بالإنجليزية: Mokhtar Al Sayed) ممثل مصري من مواليد 13 يوليو 1930. بدأ مشواره الفني في أوائل خمسينيات القرن 20 مع فيلم «الزهور الفاتنة» عام 1952 للمخرج جمال مدكور. لم يحصل على أدوار البطولة طوال 40 سنة قضاها في عالم التمثيل السينمائي والتليفزيوني، ولم يحصل على فرصة القيام بأداء الدور الثاني، فكانت معظم مشاركاته في الأدوار الثانوية، أو كومبارس غير متكلم، لدرجة أن اسمه لم يكن يكتب على تترات الأفلام إلا نادراً. آخر أفلامه «السجينة 67» عام 1992. توفي في 6 أكتوبر 1999.

## أهم أعماله
- فيلم «جرب حظك» عام 1956 للمخرج عيسى كرامة.[9]
- فيلم «عيون سهرانة» عام 1956 للمخرج عز الدين ذو الفقار.[10]
- فيلم «من أجل امرأة» عام 1959 للمخرج كمال الشيخ.[11]
- فيلم «مع الذكريات» عام 1961 للمخرج سعد عرفة.[12][13]
- فيلم «أم العروسة» عام 1963 للمخرج عاطف سالم.[14]
- فيلم «امرأة زوجي» عام 1970 للمخرج محمود ذو الفقار.[15]
- فيلم «شقة مفروشة» عام 1970 للمخرج حسن الإمام.[16]
- فيلم «دعوة للحياة» عام 1972 للمخرج مدحت بكير.[17]
- فيلم «الحب وحده لا يكفي» عام 1980 للمخرج علي عبد الخالق.[18]
- فيلم «أنا في عينيه» عام 1981 للمخرج سعد عرفة.[19]
- فيلم «غداً سأنتقم» عام 1983 للمخرج أحمد يحيى.[20]
- فيلم «الراقصة والسياسي» عام 1990 للمخرج سمير سيف.[21]
- 1975: حبي الأول والأخير

## وصلات خارجية
- مختار السيد على موقع IMDb (الإنجليزية)
- مختار السيد على موقع قاعدة بيانات الأفلام العربية
- مختار السيد على موقع قاعدة بيانات الفيلم (الإنجليزية)
- مختار السيد على موقع دهليز
- مختار السيد على موقع كاروهات